# Болтон
Болтон (енгл. Bolton) је град у Уједињеном Краљевству у Енглеској. Налази се у северозападној Енглеској који са својом околином (Metropolitan Borough of Bolton) припада области Ширег Манчестера. Налази се 16 километара северозападно од Манчестера. Према процени из 2007. у граду је живело 142.002 становника, док у ширем подручју живи око 262.400 људи.
Историјски, град припада области Ланкашир. Настао је као насеље у мочвари под именом Bolton le Moors. У 15. веку овде су се населили фламански ткачи који су започели традицију израде вунених и памучних тканина. Урбанизација и развој Болтона везује се уз појаву текстилних мануфактура у време индустријске револуције. Године 1929. у граду је радило 216 ткачница памука и 26. радионица за бељење и бојење тканина. По томе је Болтон био један од највећих центара за производњу памучних тканина у свету. Значај ове индустрије је нагло опао после Првог светског рата. Последње мануфактуре за прераду памука у Болтону затворене су 1980их. У Болтону се данас налази седиште индустрије спортске опреме Рибок (Reebok).
Болтон је познат по фудбалском клубу Болтон вондерерс.

## Становништво
Према процени, у граду је 2008. живело 142.002 становника.
| 1981.   | 1991.   | 2001.   |
| ------- | ------- | ------- |
| 143.960 | 139.020 | 139.403 |

## Партнерски градови
- Падерборн
- Ле Ман